# Foch-Linie

Verschiedene Vorschläge für die Polnisch-Litauische Grenze nach dem Ersten Weltkrieg. Foch Line in dunkelgrün, Staatsgrenze der Zwischenkriegszeit in rot, heutige Grenze in rosa.

Die Foch-Linie war eine zwischenzeitliche Demarkationslinie zwischen Polen und Litauen, die von der Entente kurz nach dem Ersten Weltkrieg vom Marschall von Frankreich Ferdinand Foch vorgeschlagen und von der Pariser Botschafterkonferenz 1919 akzeptiert wurde. Mit leichten Änderungen wurde sie zur Basis der Grenze zwischen Litauen und Polen in der Zwischenkriegszeit, zumal die Hauptstadt (schon des Großfürstentum Litauen) Wilna zu Polen geschlagen wurde. Nach dem Zweiten Weltkrieg mit der Rücknahme der Grenzen des Friedens von Riga aus dem Polnisch-Sowjetischen Krieg und der neuen Grenzziehung im Osten Polens nach der Curzon-Linie auf der Teheran-Konferenz bildete nur der westlichste Teil der Foch Linie noch die Staatsgrenze.

## Bibliographie
- Alfred Erich Senn: Lithuania in European Politics: The Years of the First Republic, 1918–1940. Hrsg. von Edvardas Tuskenis. Palgrave Macmillan, 1998, ISBN 978-0-312-17232-9, S. 72 (Online-Vorschau).